# Omar Fraire
Omar Ernesto Guzmán Fraire (Guadalajara, 1980) es un artista multidisciplinario, violonchelista, compositor y exponente de la música experimental. Principalmente se enfoca y se destaca por distintas disciplinas que oscilan entre el arte sonoro. Su obra ha sido interpretada en diversos festivales de México, América Latina y Europa.

## Biografía

### Carrera artística
Es mayormente autodidacta. Estudió en el Instituto Cultural Cabañas, terminando como instructor de violonchelo. En el año 2000 continúa con sus estudios en la licenciatura en composición en la Universidad de Colima y en el 2004 sigue su trayectoria en la Universidad de Guadalajara, y en ese mismo año se incorpora a la Orquesta Sinfónica Juvenil de Zapopan, como parte de la sección de violonchelos. Es hasta el 2008 cuando emigra a La Haya, Holanda para especializarse en Sonología en el Koninklijk Conservatorium. En 2012 continúa con sus estudios en  la maestría de Arte Contemporáneo como oyente, en la Universidad de las Artes de Aguascalientes. En estos últimos años también ha obtenido una maestría con Alvin Lucier en la Universidad de Wesleyan y un doctorado con Panayiotis Kokoras.

### Proyectos
Pionero del proyecto Punto Ciego. Este proyecto se desarrolla a partir de la necesidad de generar, preguntar, plantear y revelar a través del sonido experiencias fugaces e interacción de distintas disciplinas performáticas; replanteando el arte como un evento único en cualquier momento y como la naturaleza de un fenómeno sonoro. La base principal de este colectivo se extiende a varias líneas de acción, producción y difusión, pero primordialmente el interés de generar una concepción extendida del sonido como reflexión sonora de partida que provoca relaciones multi, inter y transdisciplinarias a partir de las diferentes concepciones del sonido como resultado del acontecimiento  artístico contemporáneo.
Ha participado en proyectos como el Museo Guggenheim Aguascalientes de Rolando López (pionero del proyecto) es un proyecto artístico que surge en 2013 con la finalidad de crear un espacio colectivo de resistencia. Un proyecto enfocado hacia la crítica institucional que opera desde la periferia de un país periférico. La obra de Rolando López (Aguascalientes, 1978) tiene como origen el Cerro de la Grasa, un depósito de desperdicios tóxicos industriales que ha sido el legado tóxico que dejó hace 100 años la Gran Fundición Central Mexicana (1894-1924), propiedad de Solomon Robert Guggenheim (1861-1949).
En el Museo se ha desarrollado una dinámica de actividades que ocurren dentro o en los alrededores del Cerro de la Grasa. En el programa se destaca por diversas disciplinas (performance, taller de escritura, exposición de pintura). En este proyecto también han participado artistas contemporáneos como Daniel Monroy, Néstor Jiménez, Argel Camacho, Axel Flores y Pilar Ramos con la finalidad de crear residencias colectivas acompañándose de la memoria histórica  a partir de la reproducción de piezas con los desechos tóxicos.
También colaboró en “Activismo sonoro latinoamericano”  junto con Juan Carlos Vásquez y artistas de Colombia donde se presentaron diversas expresiones de arte sonoro en dichos países durante la Conferencia Internacional de Música con Computadores en el año 2021. Donde hacen uso de sus innovaciones electroacústicos que se enfocan en la memoria sudamericana de la Operación Cóndor y en la nueva ideación de un instrumento musical en peligro de extinción a través del tecnochamanismo.

## Influencias
A lo largo de su trayectoria ha tomado cursos con Hermilio Hernández, Héctor Quintanar, Tristán Murail, Javier Álvarez, Antonio Russek, Manuel Rocha Iturbide, Pascal Dusapin, Richard Barrett, José Luis Castillo, Emanuel Nunes, Marcelo Toledo, Gonzalo Macías y con Ignacio Baca Lobera, entre otros. Siendo una parte importante e influencia en su vida.

## Lista de obras
- Chapareke Hidrocálido[6]
- Todo Es Vacío[7]
- Abyección | Topografías de la Memoria[8]
- Sinergia .·. Serendipia[9]
- Vacío[10]
- Apariencia Desnuda[11]
- Kamekuaro[12]